# Koulgorin
Koulgorin est un village du département et la commune rurale de Bingo, situé dans la province du Boulkiemdé et la région du Centre-Ouest au Burkina Faso.

## Santé et éducation
Le village possède un centre d'alphabétisation et une école primaire publique.